# Latarnia morska Bardsey
Latarnia morska Bardsey – latarnia morska położona na wyspie Bardsey Island około 3 kilometrów na południowy zachód od półwyspu Lleyn w hrabstwie Gwynedd w Walii. Latarnia położona jest na południowym krańcu wyspy i stanowi punkt lokalizacyjny dla statków przepływających przez kanał Świętego Jerzego.
Budowa latarni rozpoczęła się na początku lat dwudziestych XIX wieku. 30-metrowa wieża o przekroju kwadratu została ukończona i oddana do użytku w 1821 roku.
Latarnia została zelektryfikowana w 1965 roku, a zautomatyzowana w 1987. Do 1995 roku była sterowana z Trinity House Area Control Station w Holyhead. Obecnie jest kontrolowana z Trinity House Operations and Planning Centre w Harwich.